# Csillagmajor
A Csillagmajor Lázár Ervin kései elbeszélésciklusa a 60 éves szerző tollából. A különleges hangulatú novellák a szerző szülőföldjén játszódnak és több életrajzi mozzanatot is megjelenítenek. A kötet második, újabb művekkel bővített kiadása Lázár halála előtt egy évvel jelent meg.

## „Fiktív univerzum”
A Csillagmajorban mitizálódik a hétköznapi helyszín, Alsórácegresből a szerző „fiktív univerzumot” teremt és a mitikus térben égi major lesz a Csillagmajor. De az állandó helyszínen túl a történeteket a vissza-visszatérő karakterek is összekötik: a szereplők a puszta lakói, többen közülük valós személyek, és a műben eredeti névvel szerepelnek. S bár az elbeszélések ezektől az életrajzi adatoktól elrugaszkodnak, a mitikus térben érzékelhető a történelmi idő, így a második világháború is. A történelmi utalásokra példa a csecsemőjével karácsonykor menekülő (feltehetően) zsidó asszony és a földönfutóvá váló györkönyi svábok története (Az asszony, A keserűfű).
Mindezek mellett a kötet transzcendens motívumokat is tartalmaz.
„A kötet mágikus síkján elsősorban a keresztény mítosz jelenik meg. A fehér gyolcsinges idegen olyan, mint egy Krisztus-látomás. (…) Ahogy a lelenc, Rezsenke gyógyít, az a „kelj fel és járj!” bibliai motívumra emlékeztet. A kötet záró novellájában (…) „a tékozló fiú hazatérni vágyik” (…) De nem csak a keresztény mítosz járja át a történetek mágikus síkját. A bajnok című novella egyszerre feltámadástörténet (…), de a görög mitológia nyomait is őrzi.” 

## Tartalom
- Az óriás
- A csillagmajori
- A grófnő
- A tolvaj
- A kovács
- A nagyságos
- Az asszony
- A cirkusz
- A kujtorgó
- A bajnok
- A porcelánbaba
- A keserűfű
- A szökés
- A lelenc
- A remete
- A láda
- A kút
- Függelék a Csillagmajorhoz